# Edshammarsskogens naturreservat
Edshammarsskogens naturreservat är ett naturreservat i Uppsala kommun i Uppsala län.
Området är naturskyddat sedan 2019 och är 189 hektar stort. Reservatet ligger sydost om Vattholma och består av gammal lövrik barrskog. 
Inom området finns flera gamla kalkbrott.